# Renan Martins Pereira
Renan Martins Pereira, ismertebb nevén Renanzinho (Ariquemes, 1997. szeptember 21. – Florianópolis, 2017. december 21.) brazil labdarúgó, középpályás.

## Pályafutása
2015. május 11-én mutatkozott be a brazil élvonalban, egy Santos elleni 1-1 hazai döntetlen alkalmával. Július 5-én szerezte meg első gólját a Sport Recife ellen. Betegsége után szerződését felfüggesztették, de a klub továbbra is segített a kezelésének költségeinek fedezésével.

## Dopping
2015 októberében pozitív doppingmintát produkált, szervezetében oktopamin nyomaira bukkantak, emiatt egy hónapra eltiltották.

## Halála
2016-ban agydaganatot diagnosztizáltak nála. Még abban az évben elkezdték a kezeléseket, klubja pedig nem bontotta fel szerződését, végig játékosa mellett állt, szerződését 2018 nyaráig meghosszabbították. 2017. december 21-én az Avaí hivatalos Twitter csatornáján jelentette be, hogy Renanzinhónál komplikációk léptek fel és, hogy a fiatal játékos elhunyt.

## Családja
Édesapja, Edson Pereira és testvére, Luanzinho is profi labdarúgó.

## Statisztika
2016. május 3-án frissítve.
| Klub           | Szezon         | Bajnokság      | Bajnokság     | Bajnokság | Osztályozó    | Osztályozó | Kupa          | Kupa | Nemzetközi kupa | Nemzetközi kupa | Egyéb         | Egyéb | Összesen      | Összesen |
| Klub           | Szezon         | Bajnokság      | Pályára lépés | Gól       | Pályára lépés | Gól        | Pályára lépés | Gól  | Pályára lépés   | Gól             | Pályára lépés | Gól   | Pályára lépés | Gól      |
| -------------- | -------------- | -------------- | ------------- | --------- | ------------- | ---------- | ------------- | ---- | --------------- | --------------- | ------------- | ----- | ------------- | -------- |
| Avaí           | 2015           | Série A        | 21            | 1         | 5             | 0          | 4             | 0    | —               | —               | —             | —     | 30            | 1        |
| Avaí           | 2016           | Série B        | 0             | 0         | 0             | 0          | 2             | 0    | —               | —               | —             | —     | 2             | 0        |
| Avaí           | Összesen       | Összesen       | 21            | 1         | 5             | 0          | 6             | 0    | —               | —               | —             | —     | 32            | 1        |
| Karrier összes | Karrier összes | Karrier összes | 21            | 1         | 5             | 0          | 6             | 0    | 0               | 0               | 0             | 0     | 32            | 1        |